# Nagyveleg, Fejér
Nagyveleg  este un sat în districtul Mór, județul Fejér, Ungaria, având o populație de 667 de locuitori (2011). 

## Demografie
Componența etnică a satului Nagyveleg
     Maghiari (97,62%)
     Germani (1,52%)
     Români (0,87%)
Componența confesională a satului Nagyveleg
     Luterani (24,89%)
     Romano-catolici (16,04%)
     Fără religie (9,15%)
     Reformați (2,55%)
     Necunoscută (46,93%)
     Atei (0,45%)
Conform recensământului din 2011, satul Nagyveleg avea 667 de locuitori. Din punct de vedere etnic, majoritatea locuitorilor (97,62%) erau maghiari, cu o minoritate de germani (1,52%). Nu există o religie majoritară, locuitorii fiind luterani (24,89%), romano-catolici (16,04%), persoane fără religie (9,15%) și reformați (2,55%). Pentru 46,93% din locuitori nu este cunoscută apartenența confesională.